# أليكساندر هاي
أليكساندر هاي هو محامي ودبلوماسي سويسري، ولد في 29 أكتوبر 1919 في برن في سويسرا، وتوفي في 23 أغسطس 1991 في جنيف في سويسرا.

## وصلات خارجية
- أليكساندر هاي على موقع مونزينجر (الألمانية)